# 260366 Quanah
260366 Quanah este o planetă minoră (asteroid) din Outer Main Belt⁠(d). A fost descoperită pe 28 octombrie 2004 la George Observatory⁠(d) de . 
Obiectul prezintă o orbită caracterizată de o semiaxă mare de 3,2036449859314 UAi, o excentricitate de 0,19304181840452, o înclinație de 18,73047782601 ° în raport cu ecliptica.